# Mont Kaikoma
Le mont Kaikoma (甲斐駒ヶ岳, Kaikoma-ga-take) est une montagne des monts Akaishi située à la limite de Hokuto dans la préfecture de Yamanashi et d'Ina dans la préfecture de Nagano dans la région du Chūbu au Japon.

## Rivières
Parmi les rivières ayant leur source au mont Kaikoma figurent :
- un affluent du fleuve Fuji ;
- un affluent du fleuve Tenryū.

## Refuge de montagne et site de campement
Des refuges de montagne sont ouverts sur le mont Kaikoma durant la saison d'escalade ainsi que des sites de campement. L'un d'entre eux autour de Kitazawa-Tōge (北沢峠) est utilisé comme camp de base pour l'ascension du mont Kaikoma et du mont Senjō.

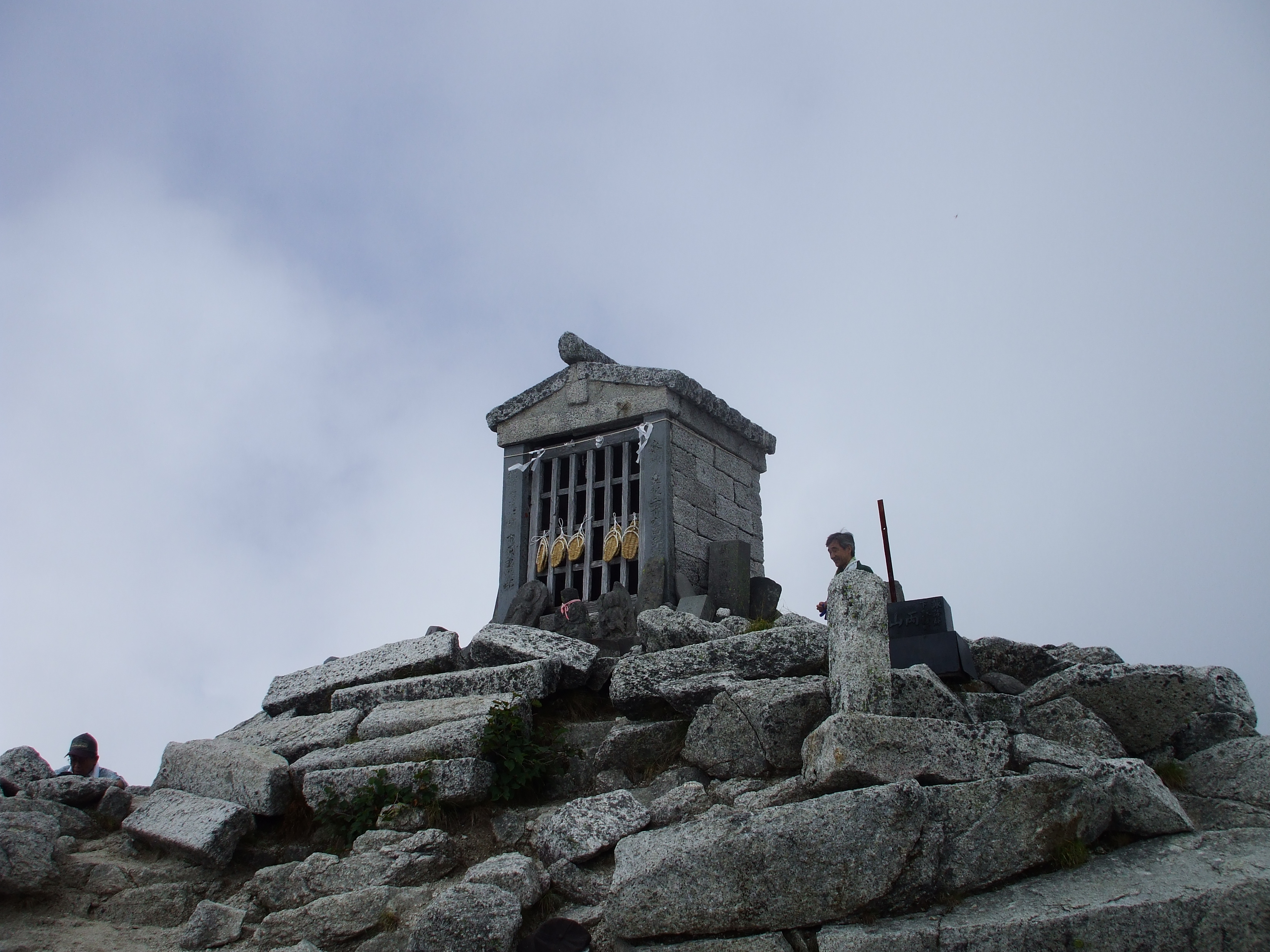
Sanctuaire shinto Koma-ga-Take au sommet du mont Kaikoma.
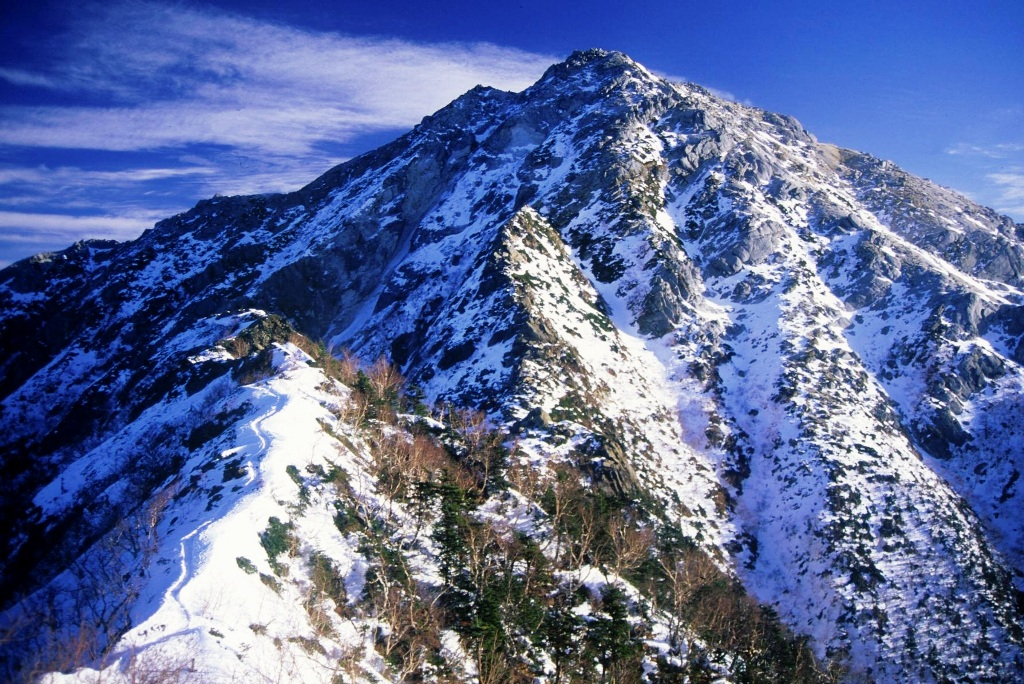
Vue du mont Kaikoma depuis le mont Komatsu.